# Ardisia comosa
Ardisia comosa är en viveväxtart som först beskrevs av De Wit, och fick sitt nu gällande namn av A. Taton. Ardisia comosa ingår i släktet Ardisia och familjen viveväxter. Inga underarter finns listade i Catalogue of Life.